# Stephanie Glaser
Stephanie Glaser (22 de fevereiro de 1920 - 14 de janeiro de 2011) foi uma atriz suíça.